# Кола-де-Кабальйо
Кола-де-Кабальйо (ісп. Cola de Caballo) — водоспад на північному сході Мексики, у штаті Нуево-Леон. Висота падіння води — 25 метрів.
Водоспад знаходиться у муніципалітеті Сантьяго штату Нуево-Леон за 30 кілометрів на південь від Монтеррея. Є одним з найбільш відвідуваних туристичних об'єктів штату. Відмінні риси водоспаду — його висота і пишна рослинність навколо. Потік води стікає з гірського масиву Східна Сьєрра-Мадре, який розташований у національному парку Кумбрес-де-Монтеррей. Нагорі знаходиться оглядовий майданчик для відвідувачів.